# Dryops
Dryops é um género de escaravelho aquático da família Dryopidae.

## Espécies[2]
- Dryops algiricus, Lucas, 1846
- Dryops anglicanus, Edwards, 1909
- Dryops arizonensis, Schaeffer, 1905
- Dryops auriculatus, Geoffroy in Fourcroy, 1785[3]

- Dryops caspius, Ménétriés, 1832
- Dryops championi, Dodero, 1918
- Dryops costae, Heyden, 1891
- Dryops doderoi, Bollow, 1936
- Dryops ernesti, Des Gozis, 1886
- Dryops gracilis, Karsch, 1881
- Dryops griseus, Erichson, 1847
- Dryops luridus, Erichson, 1847
- Dryops lutulentus, Erichson, 1847
- Dryops nitidulus, Heer, 1841
- Dryops rufipes, Krynicky, 1832
- Dryops rufiventris, Grouvelle, 1906
- Dryops seurati, Bollow, 1939
- Dryops similaris, Bollow, 1936
- Dryops striatellus, Fairmaire & Brisout, 1859
- Dryops striatopunctatus, Heer, 1841
- Dryops subincanus, Kuwert, 1890
- Dryops sulcipennis, Costa, 1883
- Dryops viennensis, Laporte de Castelnau, 1840